# France Forum
France Forum est une revue trimestrielle française de sujets politiques et de société fondée par Étienne Borne, Joseph Fontanet et Jean Lecanuet en 1957.
Créée par des hommes politiques appartenant au MRP, la revue reste néanmoins indépendante du parti. En 2013, elle est acquise par l'Institut Jean Lecanuet, présidé par Yves Pozzo di Borgo qui cesse de l'éditer en 2022. En 2023, le MoDem devient le partenaire principal de la revue qui est relancée par une nouvelle équipe composée majoritairement d'universitaires et de personnalités politiques centristes.

## Histoire
La revue France Forum est fondée à Paris en février 1957. Elle s'inscrit alors dans le courant personnaliste, même si elle ne revendique pas d'idéologie particulière et s'ouvre avant tout au débat d'idées démocratique,. Dans l'éditorial du premier numéro, Étienne Borne écrit alors : « France Forum ne sera pas un organe doctrinaire qui ferait constamment référence à quelque idéologie établie et qui en tirerait ensuite des conséquences touchant l’action politique concrète. » La revue adopte alors une méthode qu'elle revendique toujours aujourd'hui : analyser la société dans lequel elle se trouve pour être un lieu de débats et de propositions aux problèmes du temps présent et futur. « Année après année, à la pointe la plus aiguë du présent, [France Forum doit] servir modestement, mais utilement un propos de réconciliation, de dialogue, de recherche, bref d’action démocratique. » En 2012, la revue est rachetée par l'Institut Jean Lecanuet, dirigée par Yves Pozzo di Borgo. Elle change de format et de formule. Elle est alors reconnue pour la qualité de ses analyses géopolitiques,. En 2023, après une année 2022 qui n'a vu paraître qu'un numéro hors-série sur Valéry Giscard d'Estaing, la revue est relancée par le MoDem qui en confie la gestion à une rédaction composée d'universitaires. C'est la seule interruption de la publication à ce jour. À l'automne 2023, un numéro intitulé "Fatigue démocratique, moderniser les institutions ?" signe le retour de la revue,.
Depuis sa relance, la revue est en partenariat avec les revues Commentaire et Études.

## Positionnement
La revue France Forum a un positionnement historiquement centriste, voire démocrate chrétien.
Néanmoins, elle est aujourd'hui dirigée et écrite en majorité par des universitaires. Il n'y a généralement que deux ou trois articles par numéro qui sont écrits par des personnalités politiques,.
Depuis sa création, la revue rassemble le point de vue de personnalités politiques de bords parfois opposés (de Gaston Defferre à Jean-Pierre- Raffarin, en passant par le centre) et est reconnue en dehors des cercles politiques, dans le monde académique ou médiatique,,,,.

## Publication
La revue a connu différents formats, différentes formules et différentes numérotations à travers le temps. Jusque dans les années 80, la publication n'est pas très régulière et il est courant d'avoir des numéros doubles, triples, voire quadruples rattrapant les numéros manquants. En l'an 2000, il a été décidé de changer de formule en reprenant la numérotation à 0. Lors de la reprise de la publication en 2023, il a été décidé de reprendre la numérotation originale en y ajoutant les numéros intermédiaires numérotés différemment entre 2000 et 2022. Le numéro 1 de la série actuelle (2023-aujourd'hui) porte donc le numéro 413.
Depuis 2023, chaque numéro comporte un dossier thématique, coordonné par un scientifique et composé d'articles courts écrits par spécialistes selon le triptyque "observer, comparer, proposer". Il est suivi d'une partie intitulée Variations composée d'une section essais présentant des articles plus longs et hors thème, ainsi que d'une section mots qui regroupe des chroniques culturelles. L'objectif est de faire intervenir dans chaque numéro des personnalités de tous les horizons, sans se limiter à la politique.

## Rédaction

### Équipe de direction
- Directeurs de la publication : Charles Mercier et Marguerite Deprez-Audebert
- Gérante : Marguerite Deprez-Audebert
- Directeur de la rédaction : Charles Mercier
- Rédactrice en chef : Olivia Leboyer
- Secrétaire de rédaction : Pierre-André Hervé

### Comité de rédaction
- Jean Noël Barrot
- François Bayrou
- Christophe Bellon
- Élisabeth Cazeaux
- Blandine Chelini-Pont
- Sarah Durelle-Marc
- François Lafond
- Raphaël Liogier
- Agnès Louis
- René de Nicolay
- Louis de Redon

### Contributeurs célèbres
Pierre Avril,, Hugues Portelli, Laurent Fabius, Jean Lecanuet,,, Jean-Pierre Raffarin, Robert Schuman, Dominique Baudis,, Jacques Delors, François Bayrou,,, Jean-Noël Barrot,, Léopold Sédar Senghor, René Rémond,, Raymond Aron,, Claude Estier, Jacques Barrot,, Jean-Marie Domenach, entre autres, ont tous écrit pour France Forum ou donné des entretiens ponctuellement ou régulièrement.